# Hipparchia lorkovici
Hipparchia lorkovici är en fjärilsart som beskrevs av Moucha 1965. Hipparchia lorkovici ingår i släktet Hipparchia och familjen praktfjärilar. Inga underarter finns listade i Catalogue of Life.